# 이연걸의 정무문
《이연걸의 정무문》(精武英雄; 정무영웅; Fist of Legend)은 1994년 홍콩에서 제작된 이연걸 주연의 액션 드라마 영화이다. 감독은 진가상, 무술 지도는 원화평이 담당하였다. 이 영화는 1972년에 제작된 이소룡 주연의 《정무문》을 리메이크한 것으로, 1937년 중일 전쟁으로 인해 일본군에게 점령된 상하이를 배경으로 하고 있다.

## 출연

### 주연
- 이연걸
- 전소호

### 조연
- 채소분
- 진패
- 주비리
- 원상인
- 쿠라타 야스아키
- 누학현
- 나카야마 시노부
- 타카하시 토시미치
- 원신의

## 한국판 성우진(MBC, 1996년 1월 2일)
- 김도현 - 진진 (이연걸)
- 성유진 - 미쯔코 (나카야마 시노부)
- 이영달
- 탁원제
- 김태훈
- 이도련
- 이우신
- 이윤연
- 안장혁
- 안지환
- 이승현
- 최원형
- 박조호
- 변종필
- 유은숙
- 이영란

## 기타
- 제작책임: 최보주
- 미술: 호레이스 마
- 무술연출: 원화평

## 부정확한 시대 묘사
- 곽원갑이 이 영화에서는 1937년에 사망하였다고 묘사되었으나, 실제 곽원갑은 1910년에 사망하였다고 기록되어 있다.
- 이 영화에 나오는 일본군의 복장은 실제로 일본군이 입었던 복장이 아니라 오히려 녹색 중국 인민복에서 본뜬 것이며, 중국인민해방군의 군복과 흡사한 점이 나타난다.
- 몇몇 장면에 나오는 일본군의 소총이 실제로 사용되었던 아리사카 소총 대신 영국제 리엔필드 소총으로 보인다.

## 흥행 기록
《이연걸의 정무문》이 이연걸의 최고의 작품으로 여겨지는 경우가 많으나, 그가 이전에 주연한 《방세옥》과 《방세옥 2》가 각각 3천만, 2천 3백만 홍콩 달러의 흥행 수익을 기록한 것과는 대조적으로, 불과 14,785,382 홍콩 달러의 실망스러운 흥행 수익을 기록하였다.